# Пикарди
Пикардите са секта от нео-адамити през 16 век и по-рано, във Фламандска Холандия и Бохемия.

## Произход
Произходът на тяхното име не е добре проучен. Казва се, че са кръстени на своя основател (Пикард от Фландрия), но „пикарди“ е тълкувано и като изопачение на „бегарди“. Често пикардите не са били разграничавани от валденсите и Римокатолическата църква се е отнасяла и към двете общности като с еретици. Пример за това е инквизиторът Хайнрих Крамер, който бил упълномощен да организира процес срещу валденсите и пикардите през 1500 г.
Бохемските братя от 1457 г. също са били наричани пикарди и не е изключено първоначалните пикарди да са се обединили с тях.

## Гонения
Ян Жижка изпраща въоръжен отряд от 400 мъже, за да унищожи група от пикарди през 1421 г. Членовете на сектата завладяват остров на р. Незарка и изграждат първобитно комунистическо общество в съответствие със своите убеждения, които включват отхвърляне на брака и отменяне на разграниченията за класа и богатство. Въпреки опитите за потискане на сектата, по-късно тя достига до отчетения размер от 80 хиляди членове.
Някои изследователи са убедени, че твърденията, че пикардите са се събличали голи по време на богослужение и че са участвали в безнравствено поведение, са неверни или преувеличени.